# Mimosa millefoliata
Mimosa millefoliata är en ärtväxtart som beskrevs av Scheele. Mimosa millefoliata ingår i släktet mimosor, och familjen ärtväxter. Inga underarter finns listade i Catalogue of Life.